# Solenopsis brasiliana
Solenopsis brasiliana es una especie de hormiga del género Solenopsis, subfamilia Myrmicinae.